# Getter Jaani
Getter Jaani (n. 3 februarie 1993) este o cântăreață de muzică pop din Estonia, care a participat la Concursul Muzical Eurovision 2011, în finală obținând locul 24. Ea s-a făcut cunoscută prin concursul din Estonia : Eesti otsib superstaari.

## Cântece
2010 Parim päev , Grammofon
2011 Rockefeller Street , Valged Ööd

## Eurovision
| An   | Artist       | Cântec             | Locul (Final) | Puncte (Final) | 12 puncte (Final) | Locul (Semi-Final) | Puncte (Semi-Final) |
| ---- | ------------ | ------------------ | ------------- | -------------- | ----------------- | ------------------ | ------------------- |
| 2011 | Getter Jaani | Rockefeller Street | 24            | 44             | 0                 | 9                  | 60                  |

## Albume
- 2010 - Parim päev (EP)
- 2010 - Rockefeller Street